# Пожар в школе-интернате для глухих детей
Пожар в школе-интернате для глухих детей начался ночью на 10 апреля 2003 года в Махачкале. В результате погибли 30 человек (дети) и пострадали 114.

## Ход событий
Пожар начался примерно в 2 часа ночи в двухэтажном кирпичном здании с деревянными перекрытиями, расположенном по адресу улица Хуршилова, дом 1. В это время все дети уже спали. Всего в здании находилось 166 человек. Огонь стал быстро распространяться по всем помещениям интерната. Четыре воспитателя, дежурившие ночью, первые пять минут пытались самостоятельно справиться с пламенем. Однако огонь продолжал распространяться, и тогда учителя вызвали пожарных и начали спасать детей. «Дети ведь не могли услышать крики о пожаре, поэтому приходилось подходить к каждому и будить. На это ушло очень много времени», — говорят в МЧС Дагестана. Именно поэтому жертв избежать и не удалось. Кроме того, затрудняло эвакуацию то, что окна на первом этаже здания были зарешёчены.
В оперативном штабе МЧС республики добавили, что буквально сразу же после сообщения о возгорании к зданию подъехали 15 пожарных расчётов. Пожару была присвоена третья, самая высокая категория сложности. Помимо пожарных на месте происшествия работали 75 врачей и 28 спасателей.
Спасателям удалось вытащить из огня 138 человек, остальные задохнулись в дыму. Только к 5:33 пожар был локализован. После этого вытащили тела 28 погибших детей в возрасте от 6 до 17 лет.
Пострадавших детей развезли в центральную горбольницу, детскую больницу и 2-ю городскую больницу. Среди госпитализированных оказались также все четыре ночных воспитателя. 2 пострадавших позднее скончались в больнице.
В 9.30 утра с аэродрома в Раменском в Махачкалу вылетел самолёт МЧС Ил-76 с грузом медикаментов и работниками Всероссийского центра медицины катастроф, а также специалистами 9-й детской горбольницы Москвы.

## Расследование
Уголовное дело возбуждено по факту нарушения правил противопожарной безопасности. По версии экспертно-криминалистического управления МВД РД пожар возник из-за оставленного без присмотра включённого в сеть электрочайника. А вот кто мог оставить включённым чайник — дети или обслуживающий персонал, на этот вопрос ответ так и не найден. Одно известно: сначала длительное время происходило тление пола, и лишь потом оно перешло в открытое горение.
По факту пожара Республиканской прокуратурой возбуждено уголовное дело по ст. 219 ч. 2 УК РФ.
После трагических событий в школе-интернате в республике начались внеплановые проверки всех образовательных учреждений республики и других объектов с массовым пребыванием людей на предмет соответствия требованиям пожарной безопасности.

## Память
11 апреля в Дагестане был объявления день траура по погибшим в пожаре.
На месте сгоревшего интерната 31 августа 2021 года был открыт сквер, посвященный памяти убитых богословов, общественников, политиков, сотрудников правоохранительных органов и погибших при пожаре в интернате детей.